# 15132 Steigmeyer
A 15132 Steigmeyer (ideiglenes jelöléssel 2000 EZ69) a Naprendszer kisbolygóövében található aszteroida. A LINEAR projekt keretében fedezték fel 2000. március 10-én.